# Liste der Naturdenkmale in Groß Köris
Die Liste der Naturdenkmale in Groß Köris nennt die Naturdenkmale in Groß Köris im Landkreis Dahme-Spreewald in Brandenburg.
In den Spalten befinden sich folgende Informationen:
- Nr.: Identifizierungsnummer nach veröffentlichter Liste. Sie wird von der unteren Naturschutzbehörde des Landkreises oder der kreisfreien Stadt vergeben. Wenn sie bekannt ist, wird sie angegeben. In dieser Spalte kann sich zusätzlich das Wort Wikidata befinden, der entsprechende Link führt zu Angaben zu diesem Naturdenkmal bei Wikidata.
- Bezeichnung: Benennung des Naturdenkmals, in der Regel wird bei Bäume die Baumart genannt. Bekannte Eigennamen werden mit angegeben.
- Gemarkung: Ort oder Gemarkung, in der sich das Naturdenkmal befindet
- Lage: Nennt die Lage des Naturdenkmals im jeweiligen Ortsteil und die geografischen Koordinaten des Naturdenkmals. Link zu einem Kartenansichtstool, um Koordinaten zu setzen. In der Kartenansicht sind Naturdenkmale ohne Koordinaten mit einem roten beziehungsweise orangen Marker dargestellt und können in der Karte gesetzt werden. Denkmale ohne Bild sind mit einem blauen bzw. roten Marker gekennzeichnet, Denkmale mit Bild mit einem grünen beziehungsweise orangen Marker.
- Beschreibung: die Beschreibung des Naturdenkmales
- Schutzzweck: Erläutert den Grund der Unterschutzstellung
- Bild: Zeigt ein Bild des Naturdenkmales und gegebenenfalls ein Link zu weiteren Fotos im Medienarchiv Wikimedia Commons

## Einzelnaturdenkmale

### Groß Köris
| Bild                           | Bezeichnung  | Lage                                                                                               | Beschreibung  | Schutzzweck | Nummer |
| ------------------------------ | ------------ | -------------------------------------------------------------------------------------------------- | ------------- | ----------- | ------ |
| Weitere Bilder Fotos hochladen | Stieleiche 1 | Groß Köris, Pätzer Straße/Motzener Straße Flur 2, Flurstück 201 (52° 10′ 19,3″ N, 13° 39′ 24,9″ O) |               |             |        |
| Weitere Bilder Fotos hochladen | Stieleiche 2 | Groß Köris, Motzener Straße, Flur 2, Flurstück 201 (52° 10′ 19,8″ N, 13° 39′ 24,4″ O)              | Nachpflanzung |             |        |
| Weitere Bilder Fotos hochladen | Stieleiche 3 | Groß Köris, Motzener Straße, Flur 2, Flurstück 201 (52° 10′ 20,2″ N, 13° 39′ 24,1″ O)              |               |             |        |
| Fotos hochladen                | Waldkiefer   | Groß Köris, Sputendorfer Straße 84, Flur 1, Flurstück 766/1 (52° 10′ 15,3″ N, 13° 39′ 20,5″ O)     |               |             |        |

### Klein Köris
| Bild                                    | Bezeichnung      | Lage | Beschreibung | Schutzzweck | Nummer |
| --------------------------------------- | ---------------- | --- | --- | ----------- | ------ |
| BW                                      | Amur-Korkbaum 1  | Klein Köris, Ortsverbindungsstraße von der B 179 nach Klein Köris am Stintgraben (52° 10′ 18,6″ N, 13° 42′ 26″ O) | Stand für 10 Bäume: 1993; 1993–1999 vier Bäume verschwunden, 1999 drei bruchgefährdete Bäume durch Straßenbauverwaltung abgesägt, 2002 einer in belaubtem Zustand bei Sommersturm gefallen, Sommer 2003 nach orkanartigem Gewitter ein weiterer am Stammfuß angebrochen |             |        |
| Direkt Bild zu diesem Denkmal hochladen | Amur-Korkbaum 2  | Klein Köris, Ortsverbindungsstraße von der B 179 nach Klein Köris am Stintgraben ()                               | |             |        |
| Direkt Bild zu diesem Denkmal hochladen | Amur-Korkbaum 3  | Klein Köris, Ortsverbindungsstraße von der B 179 nach Klein Köris am Stintgraben ()                               | |             |        |
| Direkt Bild zu diesem Denkmal hochladen | Amur-Korkbaum 4  | Klein Köris, Ortsverbindungsstraße von der B 179 nach Klein Köris am Stintgraben ()                               | |             |        |
| Direkt Bild zu diesem Denkmal hochladen | Amur-Korkbaum 5  | Klein Köris, Ortsverbindungsstraße von der B 179 nach Klein Köris am Stintgraben ()                               | |             |        |
| Direkt Bild zu diesem Denkmal hochladen | Amur-Korkbaum 6  | Klein Köris, Ortsverbindungsstraße von der B 179 nach Klein Köris am Stintgraben ()                               | |             |        |
| Direkt Bild zu diesem Denkmal hochladen | Amur-Korkbaum 7  | Klein Köris, Ortsverbindungsstraße von der B 179 nach Klein Köris am Stintgraben ()                               | |             |        |
| Direkt Bild zu diesem Denkmal hochladen | Amur-Korkbaum 8  | Klein Köris, Ortsverbindungsstraße von der B 179 nach Klein Köris am Stintgraben ()                               | |             |        |
| Direkt Bild zu diesem Denkmal hochladen | Amur-Korkbaum 9  | Klein Köris, Ortsverbindungsstraße von der B 179 nach Klein Köris am Stintgraben ()                               | |             |        |
| Direkt Bild zu diesem Denkmal hochladen | Amur-Korkbaum 10 | Klein Köris, Ortsverbindungsstraße von der B 179 nach Klein Köris am Stintgraben ()                               | |             |        |

### Mochheide
| Bild                                    | Bezeichnung       | Lage                                                                                       | Beschreibung | Schutzzweck | Nummer |
| --------------------------------------- | ----------------- | ------------------------------------------------------------------------------------------ | ------------ | ----------- | ------ |
| Weitere Bilder Fotos hochladen          | Blutigelluch      | Mochheide, im Westen, Flur 3, Flurstück 25/2 (52° 10′ 40,7″ N, 13° 35′ 56,8″ O)            |              |             |        |
| BW                                      | Schwarze Luch     | Mochheide, im Norden, Flur 4, Flurstück 3/12 (anteilig) (52° 11′ 17,1″ N, 13° 36′ 48,7″ O) |              |             |        |
| Direkt Bild zu diesem Denkmal hochladen | Kurfürstenluch    | Mochheide, im Südwesten, Flur 3, Flurstück 25/2 (anteilig) ()                              |              |             |        |
| Direkt Bild zu diesem Denkmal hochladen | Sputendorfer Luch | Mochheide, im Osten, Flur 3, Flurstück 25/2 (anteilig); Flur 4, Flurstück 3/12 ()          |              |             |        |

## Flächennaturdenkmale

### Groß Köris
| Bild                           | Bezeichnung         | Lage                                           | Beschreibung  | Schutzzweck | Nummer |
| ------------------------------ | ------------------- | ---------------------------------------------- | ------------- | ----------- | ------ |
| BW                             | Paddenpfuhl         | Groß Köris, (52° 11′ 37,6″ N, 13° 40′ 1,2″ O)  | 24,133 Hektar |             | 4029   |
| BW                             | Buhrsee             | Groß Köris, (52° 11′ 10,6″ N, 13° 38′ 3,7″ O)  | 3,045 Hektar  |             | 4026   |
| BW                             | Diecksee Groß Köris | Groß Köris, (52° 10′ 53,1″ N, 13° 39′ 54,1″ O) | 8,726 Hektar  |             | 4004   |
| Weitere Bilder Fotos hochladen | Güldensee           | Groß Köris, (52° 11′ 0″ N, 13° 38′ 32,5″ O)    | 6,655 Hektar  |             | 4031   |

### Klein Köris
| Bild | Bezeichnung                    | Lage                                          | Beschreibung                                                     | Schutzzweck | Nummer |
| ---- | ------------------------------ | --------------------------------------------- | ---------------------------------------------------------------- | ----------- | ------ |
| BW   | Moddergraben Klein Köriser See | Klein Köris, (52° 10′ 25″ N, 13° 40′ 16,9″ O) | 8,448 Hektar, Zufluss vom Kleinen Modderse zum Klein Köriser See |             | 4058   |

### Löpten
| Bild                                    | Bezeichnung        | Lage                           | Beschreibung | Schutzzweck | Nummer |
| --------------------------------------- | ------------------ | ------------------------------ | ------------ | ----------- | ------ |
| Direkt Bild zu diesem Denkmal hochladen | Schiebsluch Löpten | Löpten, nördlich von Löpten () | 6,365 Hektar |             | 4032   |

## Quelle
Die Daten wurden vom Umweltamt des Landkreises Dahme-Spreewald zur Verfügung gestellt.